# Ika (Abbázia)
 Ika  (olaszul: Ica) falu Horvátországban, a Tengermellék-Hegyvidék megyében. Közigazgatásilag Abbáziához tartozik.

## Fekvése
Fiume központjától 13 km-re nyugatra, községközpontjától 4 km-re délnyugatra a Tengermelléken, az Isztria-félsziget északkeleti részén az Učka-hegység lábánál fekszik. Központjában egy szálloda, alatta a móló és két strand található.

## Története
A római uralom előtt területe a libur nép hazája volt, majd a rómaiak után a keleti gótok és a bizánciak uralma következett. A szlávok a 7. században érkeztek ide, azután a frankok uralma következett. A 12. században  területe az aquileai pátriárka fennhatósága alá került. A 14. században került a Habsburgok kezére, akik egészen 1918-ig uralmuk alatt tartották. A 19. század vége felé modern villák, szanatóriumok és nyaralók épültek, a település ismert üdülőhely lett. A településnek 1880-ban 610, 1910-ben 361 lakosa volt.  Az I. világháború után az Olasz Királyság szerezte meg ezt a területet, majd az olaszok háborúból kilépése után 1943-ban német megszállás alá került. 1945 után a területet Jugoszláviához csatolták, majd ennek széthullása után a független Horvátország része lett. A településnek 2011-ben 377 lakosa volt, aki főként a turizmusból éltek. A településen turisztikai és szállodai menedzsment képző főiskolai képzés folyik.

## Lakosság
| Lakosság változása | Lakosság változása | Lakosság változása | Lakosság változása | Lakosság változása | Lakosság változása | Lakosság változása | Lakosság változása | Lakosság változása | Lakosság változása | Lakosság változása | Lakosság változása | Lakosság változása | Lakosság változása | Lakosság változása | Lakosság változása |
| ------------------ | ------------------ | ------------------ | ------------------ | ------------------ | ------------------ | ------------------ | ------------------ | ------------------ | ------------------ | ------------------ | ------------------ | ------------------ | ------------------ | ------------------ | ------------------ |
| 1857               | 1869               | 1880               | 1890               | 1900               | 1910               | 1921               | 1931               | 1948               | 1953               | 1961               | 1971               | 1981               | 1991               | 2001               | 2011               |
| 0                  | 0                  | 610                | 233                | 309                | 361                | 0                  | 0                  | 180                | 299                | 390                | 412                | 553                | 477                | 474                | 377                |